# بتسو
بتسو (به آلمانی: Bezau) یک منطقهٔ مسکونی در اتریش است که در ناحیه برگنتس واقع شده‌است. بتسو ۳۴٫۴۲ کیلومتر مربع مساحت دارد ۶۵۰ متر بالاتر از سطح دریا واقع شده‌است.

## خواهرخوانده
شهر Heiden خواهرخواندهٔ بتسو هست.